# DNA-Virus
Als DNA-Virus (Plural DNA-Viren, synonym DNS-Virus) bezeichnet man Viren, deren Erbmaterial (Genom) aus DNA (Abkürzung für englisch desoxyribonucleic acid, „Desoxyribonukleinsäure“) besteht. DNA-Viren ist eine nicht-taxonomische Sammelbezeichnung (Klassifizierung), die keine verwandtschaftlichen Bezüge enthält. Innerhalb der DNA-Viren wurden vom Internationalen Komitee für die Taxonomie von Viren (ICTV) bisher (Stand März 2019) allerdings eine Reihe von Verwandtschaftsgruppen abgegrenzt. Vom Rang her sind dies einige Ordnungen, meist aber nur Familien. Daneben gibt es Vorschläge für weitere Verwandtschaftsgruppen (Kladen), z. h. auch höher als Ordnung (s u.).

## Eigenschaften
Die DNA wird bei Viren in Kapside und/oder Virushüllen verpackt, so dass Viruspartikel (Virionen) entstehen. Die DNA kann im Virus doppelsträngig oder einzelsträngig vorliegen, der Strang kann aus nur einem Stück bestehen (nicht-segmentiert) oder auf verschiedene Stücke verteilt sein (segmentiert). Ebenso kann das DNA-Genom zu einem Ring geschlossen sein (zirkulär) oder als offener Strang vorliegen (linear). Das Genom einzelsträngiger DNA-Viren (ssDNA für englisch single strand desoxyribonucleic acid) kann positive, negative oder auch beide Polaritäten besitzen.
Das Genom von DNA-Viren ist im Vergleich zu RNA-Viren meist weniger variabel und gegenüber Umwelteinflüssen oft sehr stabil. Dies liegt an der höheren chemischen Stabilität der DNA gegenüber der RNA und einer geringeren Mutationsrate, da die Enzyme, die zur Vermehrung der DNA dienen (DNA-Polymerasen), eine Korrekturlesefunktion besitzen. Wichtige Ausnahme hiervon sind die Hepadnaviridae (z. B. das Hepatitis-B-Virus), da die Genomreplikation über eine RNA-Zwischenstufe und einer reversen Transkription erfolgt.
Die DNA-Polymerase der DNA-Viren kann vom Virus selbst codiert sein (z. B. bei der Familie Herpesviridae) oder das Virus kann zelluläre Polymerasen zur Vermehrung nutzen (z. B. bei den Papillomaviridae). Letzteres ist bei RNA-Viren ausgeschlossen, diese benötigen stets eine eigene virale Polymerase zur Vermehrung.
Die Koevolution von DNA-Viren und Menschen hat im Menschen verschiedene Resistenzfaktoren hervorgebracht, z. B. TLR-2, RIG-I, MDA-5, AIM-2 und NLRP3.
Die meisten Onkoviren sind DNA-Viren, z. B. manche Herpesviren, manche humane Papillomviren oder das Hepatitis-B-Virus.

## Baltimore-Klassifikation
Klassifikation nach einem Vorschlag des Nobelpreisträgers David Baltimore von 1971.
Die Klassifizierung nach den Baltimore-Kriterien identifiziert nicht immer vollständige Verwandtschaftsgruppen (Kladen). Baltimore-Gruppen umfassen oft mehrere Realms, d. h. Bereiche von Viren vermutlich unterschiedlichen Ursprungs. Umgekehrt erstrecken sich manche Virentaxa über mehrere Baltimore-Gruppen, weil etwa dsDNA-Vertreter und ssDNA-Vertreter offenbar näher verwandt sind.
Eine Übersicht über die Verwandtschaftsgruppen der Viren (insbesondere die Top-Level-Taxa), d. h. die taxonomische Systematik findet sich im Artikel Virus-Taxonomie.

### Baltimore-Gruppe 1
Viren mit Doppelstrang-DNA-Genom (dsDNA: englisch double stranded DNA), der normalen Genom-Form allen Lebens.
Enthaltene Verwandtschaftsgruppen:
- Realm Adnaviria
  - Reich Zilligvirae
    - Phylum Taleaviricota
      - Klasse Tokiviricetes
        - Ordnung Ligamenvirales (mit Lipothrixviridae, Rudiviridae, Ungulaviridae)
        - Ordnung Maximonvirales (mit Ahmunviridae)
        - Ordnung Primavirales (mit Tristromaviridae[4])
- Realm Duplodnaviria
  - Reich Heunggongvirae[5]
    - Phylum Peploviricota
      - Klasse Herviviricetes
        - Ordnung Herpesvirales – Ordnung der Herpesviren (im weiteren Sinn, mit Orthoherpesviridae, sowie Alloherpesviridae, Malacoherpesviridae)

    - Phylum Uroviricota
      - Klasse Caudoviricetes – Bakterien- und Archaeenviren mit Kopf-Schwanz-Struktur
        - Ordnung Crassvirales
        - Ordnung Juravirales
        - Ordnung Kirjokansivirales
        - Ordnung Magrovirales
        - Ordnung Methanobavirales
        - Ordnung Nakonvirales
        - Ordnung Thumleimavirales
        - etliche weitere ohne Ordnungszuweisung
- Realm Varidnaviria[6] (ursprünglicher Vorschlag „Divdnaviria“)
  - Reich Abadenavirae
    - Phylum Produgelaviricota
      - Klasse Ainoaviricetes (mit Finnlakeviridae)
      - Klasse Belvinaviricetes (früher Tectiliviricetes) (mit Atroposvirales: Skuldviridae, Belfryvirales: Turriviridae, Coyopavirales: Chaacviridae, Vinavirales: Asemoviridae, Autolykiviridae, Corticoviridae, Mestraviridae, Parnassusviridae)

- - Reich Bamfordvirae
    - Phylum Nucleocytoviricota (ursprünglicher Vorschlag „Nucleocytoplasmaviricota“, früher Nucleocytoplasmic large DNA viruses, NCLDV)
      - Klasse Megaviricetes (Riesenviren)
      - Klasse Mriyaviricetes (mit Yaraviridae)
      - Klasse Pokkesviricetes (mit Asfarviridae und Pockenviren)

    - Phylum Preplasmiviricota
      - Subphylum Polisuviricotina
        - Klasse Aquintoviricetes (mit Phypoliviridae)
        - Klasse Pharingeaviricetes (mit Adenoviridae)
        - Klasse Polintoviricetes (mit Eupolintoviridae, früher Adintoviridae[7])
        - Klasse Maveriviricetes (mit Virophagen: Maviroviridae, Sputniviroviridae, …)

      - Subphylum Prepoliviricotina
        - Klasse Tectiliviricetes (mit Tectiviridae)

- Realm Singelaviria[8]
  - Reich Helvetiavirae
    - Phylum Dividoviricota
      - Klasse Laserviricetes (mit Halopanivirales: Matsushitaviridae, Simuloviridae, Sphaerolipoviridae)
- Realm Monodnaviria
  - Reich Shotokuvirae
    - Phylum Cossaviricota
      - Klasse Papovaviricetes (Papillomviren und Polyomaviren)[9]
- dsDNA-Viren ohne Realm-Zuweisung:
  - Ordnung Lefavirales
    - Familie Baculoviridae
    - Familie Hytrosaviridae
    - Familie Nudiviridae
    - ?Familie Polydnaviriformidae (? – ggf. ohne Gattung Ichnoviriform, d. h. nur Gattung Bracoviriform)

  - Familien ohne Ordnungs-Zuweisung
    - Familie Nimaviridae

  - in keinen höheren Rang klassifizierte Familien:
    - Familie Ampullaviridae[10]
    - Familie Bartogtaviriformidae
    - Familie Brachygtaviriformidae
    - Familie Bicaudaviridae[11]
    - Familie Clavaviridae[12] (mit Gattung Clavavirus[13])
    - Familie Eurekaviridae
    - Familie Fuselloviridae[14]
    - Familie Globuloviridae[15] (mit Gattung Globulovirus[16])
    - Familie Guttaviridae
    - Familie Halspiviridae
    - Familie Huangdiviridae
    - Familie Nipumfusiviridae (dsDNA, ssDNA)
    - Familie Ovaliviridae
    - Familie Plasmaviridae
    - Familie Portogloboviridae
    - Familie Rhodogtaviriformidae
    - Familie Thaspiviridae
    - ?Familie Polydnaviriformidae (früher Polydnaviridae vermutet polyphyletisch[17])
      - Gattung Bracoviriform (früher Bracovirus)
      - Gattung Ichnoviriform (früher Ichnovirus, siehe NCLDV, möglicherweise eine gemeinsame Klade mit Ascoviridae und Iridoviridae zu Nucleocytoviricota)

    - ?Familie „Adomaviridae“ (vorgeschlagen), evtl. zu Papovaviricetes, obwohl diese sonst ssDNA-Viren umfassen.[18]

  - in keinen höheren Rang klassifizierte Gattungen:
    - Gattung Dinodnavirus (evtl. zu Nucleocytoviricota, Ordnung Asfuvirales)
    - Gattung Rhizidiovirus

### Baltimore-Gruppe 2
Viren mit Einzelstrang-DNA-Genom (ssDNA: englisch single stranded DNA), die Virionen enthalten DNA positiver oder negativer Polarität.
Enthaltene Verwandtschaftsgruppen:
- Realm Monodnaviria (hier nur ssDNA-Vertreter)
  - Reich Loebvirae
    - Phylum Hofneiviricota
      - Klasse Faserviricetes
        - Ordnung Tubulavirales

  - Reich Sangervirae
    - Phylum Phixviricota
      - Klasse Malgrandaviricetes
        - Ordnung Petitvirales: +ssDNA

  - Reich Shotokuvirae
    - Phylum Commensaviricota
      - Klasse Cardeaviricetes
        - Ordnung Sanitavirales
          - Familie Anelloviridae[20]

    - Phylum Cossaviricota (ohne Papovaviricetes)
      - Klasse Mouviricetes
        - Ordnung Polivirales (Bidnaviridae): bipartit[21]

      - Klasse Quintoviricetes
        - Ordnung Piccovirales (Parvoviridae)

    - Phylum Cressdnaviricota (CRESS-DNA-Viren: manche stückweise auch dsDNA,[22])
      - Klasse Arfiviricetes[20]
        - Ordnung Baphyvirales (Bacilladnaviridae)
        - Ordnung Cirlivirales (Circoviridae,[20] Endolinaviridae, Vilyaviridae)
        - Ordnung Cremevirales (Smacoviridae)[23][20]
        - Ordnung Gredzevirales (Gandrviridae, Ouroboviridae)
        - Ordnung Jormunvirales (Draupnirviridae)
        - Ordnung Mulpavirales (Amesuviridae, Anicreviridae, Metaxyviridae, Nanoviridae, ?Alphasatellitidae)
        - Ordnung Recrevirales (Redondoviridae)
        - Ordnung Ringavirales (Pecoviridae)
        - Ordnung Rivendellvirales (Naryaviridae)
        - Ordnung Rohanvirales (Adamaviridae – ?inkl. „Circularisvirus“,[24] Kirkoviridae, Nenyaviridae)
        - Ordnung Saturnivirales (Kanorauviridae, Mahapunaviridae)

      - Klasse Repensiviricetes
        - Ordnung Geplafuvirales (Geminiviridae, Genomoviridae, Geplanaviridae)

      - CRESS-DNA-Viren ohne nähere Zuordnung
        - Familie „Cruciviridae“ (vorgeschlagen, ssDNA) – Ähnlichkeit mit den Familien der Cressdnaviricota (ssDNA) im Genom als auch der Tombusviridae (+ssRNA) im Kapsid. Offenbar aus einem oder mehreren DNA-RNA-Rekombinationsereignissen entstanden, die Monophylie wird diskutiert.
        - Klade „Volvovirus“ (vorgeschlagen)[25]

- Realm Varidnaviria (hier nur ssDNA-Vertreter)
  - Reich Bamfordvirae (hier nur ssDNA-Vertreter)
    - Phylum Preplasmiviricota (hier nur ssDNA-Vertreter)
      - Klasse Ainoaviricetes
        - Ordnung Lautamovirales (Finnlakeviridae[26])

- ssDNA-Viren ohne Realm-Zuordnung
  - Familie Nipumfusiviridae (dsDNA, ssDNA)
  - Familie Obscuriviridae (ssDNA)
  - Familie Spiraviridae
  - Familie Tolecusatellitidae

### Sonderfälle Gruppe 1/2
Gruppen mit Vertretern der Baltimore-Gruppen 1 wie auch 2 und unsichere Zuordnung
- Realm Monodnaviria
  - Reich Trapavirae
    - Phylum Saleviricota
      - Klasse Huolimaviricetes (ssDNA+dsDNA)
        - Ordnung Haloruvirales (Pleolipoviridae)